# Војвођанска академија наука и уметности
Војвођанска академија наука и уметности (ВАНУ; мађ. Vajdasági Tudományos és Művészeti Akadémia, слч. Vojvodinian akadémie vied an umení, рум. Academia Voivodeană de ștințe și arte) је регионална академија са седиштем у Новом Саду. Тренутна председница ВАНУ је Ливија Цветићанин.

## Историјат

### Од 1979. до 1992. године
Војвођанска академија наука и уметности је основана 20. јуна 1979. године, у склопу опште федерализације СФР Југославије, одлуком Скупштине Социјалистичке Аутономне Покрајине Војводине. Позитивно мишљење на овакво решење дао је тадашњи председник САНУ академик Павле Савић.
Оснивачка седница ВАНУ одржана је 4. децембра 1979. године и на њој је изабрано руководство. За председника је изабран Богољуб Станковић, за секретара Милан Чанак, а за чланове Председништва Петар Дрезгић, Бранислав Ђурђев и Иштван Сели. Будући да ВАНУ није имала сопствене институте, у свом раду се највише ослањала на Универзитет у Новом Саду, али и сарадњу са Матицом српском. Потписани су протоколи и меморандуми о сарадњи са академијама наука из САД, СССР, Кине, Пољске, Чехословачке, ДР Немачке, Мађарске, Бугарске, Аустрије, Велике Британије, Италије, Грчке и СР Немачке.
Од 1980. године, ВАНУ започиње пројекат израде вишетомне Енциклопедије Војводине. Ипак, већ на Скупштини ВАНУ 1989. године, прихваћен је закључан да је овај пројекат преамбициозан и да ВАНУ нема ни финансијских нити кадровских могућности за његову реализацију.
ВАНУ је постојала до 17. јула 1992. године, када је Народна скупштина Републике Србије донела Закон о Српској академији наука и уметности, којим су уједињене ВАНУ и Српска академија наука и уметности. Три дана касније, 20. јула, закон је потписао председник Републике Србије Слободан Милошевић, чиме је он добио правну снагу. Усвајањем овог закона, престали су да важе Закон о САНУ из 1976. године (са изменама и допунама из 1980. и 1990), затим Закон о Војвођанској академији наука и уметности из 1979. године и Закон о Академији наука САП Косово из 1978. године (са изменама и допунама из 1980. и 1989. године).
Уједињење је спроведено на тај начин што су сви чланови ВАНУ, њих укупно 32, по аутоматизму постали чланови САНУ у звању које су до тада имали, док је ВАНУ постала Огранак Српске академије наука и уметности у Новом Саду. Сви пројекти које је ВАНУ до тада започела, наставили су са даљим несметаним радом. За разлику од ВАНУ, чланови Академије наука и уметности Косова нису примљени у чланство САНУ по аутоматизму, већ су позвани да се пријаве за тај статус.

### Поновно оснивање 2003. године
Скупштина Аутономне Покрајине Војводине је на седници 23. октобра 2003. године, донела Одлуку о оснивању Војвођанске академије наука и уметности, коју је потписао тадашњи председник Скупштине АП Војводине Ненад Чанак, иначе син првог секретара ВАНУ из 1979. године.
Војвођанска академија наука и уметности је чланом 17. Статута АП Војводине из 2009. године, препозната као научна и уметничка установа од посебног значаја у АП Војводини. Међутим, ове формулације нема у Статуту АП Војводине из 2014. године.
Обнова рада ВАНУ није подржана нити од једне научне институције, те је остала у сенци политичке воље тадашњег састава Скупштине АП Војводине.

## Руководство

### Председници ВАНУ

#### До 1992. године
- Богољуб Станковић (1979-1984)
- Славко Боројевић (1984-1988)
- Александар Фира (1988-1990)
- Мирослав Радовановић (1990-1992)

#### Од 2003. године
- Ендре Пап
- Ливија Цветићанин

### Секретари ВАНУ

#### До 1992. године
- Милан Чанак (1979-1980)

#### Од 2003. године
- Радомир Фолић